# 동해 지상사 철불좌상
동해 지상사 철불좌상(東海 池上寺 鐵佛坐像)은 대한민국 강원특별자치도 홍천군 내촌면, 쌍계사에 있는 고려시대의 철불좌상이다. 1999년 10월 30일 강원특별자치도의 유형문화재 제126호로 지정되었다.

## 개요
원래 동해 지향사터에 방치되어 있던 것을 1908년 남쪽으로 500m 떨어진 지금의 지상사에 모시다 2003년부터 현 위치인 홍천 쌍계사로 옮겨 봉안 중에 있다.
전체 높이 1.1m의 불상으로 왼손과 오른손 일부, 오른쪽 무릎, 귀의 일부, 머리 부분 등 신체 대부분이 파손되어 새로 보수하였다.
머리에는 작은 소라 모양의 머리칼을 붙여 놓았으며, 그 위에 있는 상투 모양의 머리묶음은 흔적만 남아 있을 정도로 매우 작다. 얼굴은 역삼각형을 이루며 눈은 길고 입술은 얇아 자비로움을 느낄 수 없다. 옷은 양 어깨를 감싸고 입었으며, 몸 전체의 균형은 비교적 잘 잡혀 있고 어깨와 무릎이 넓은 편이다.
만들어진 시기는 고려 초기로 여겨지며 고려 철불의 과도기적 특징을 연구하는데 중요한 유물로 평가된다.

## 참고 자료
- 동해지상사철불좌상 - 국가유산청 국가유산포털